# David Lagercrantz
David Gunnar Fransiscus Lagercrantz, född 4 september 1962 i Solna församling i Stockholms län, är en svensk journalist och författare. Han har bland annat skrivit böckerna Jag är Zlatan Ibrahimović och Det som inte dödar oss; den sistnämnda ingår i Millennium-serien. Lagercrantz verkar också som programledare och manusförfattare.

## Biografi

### Uppväxt

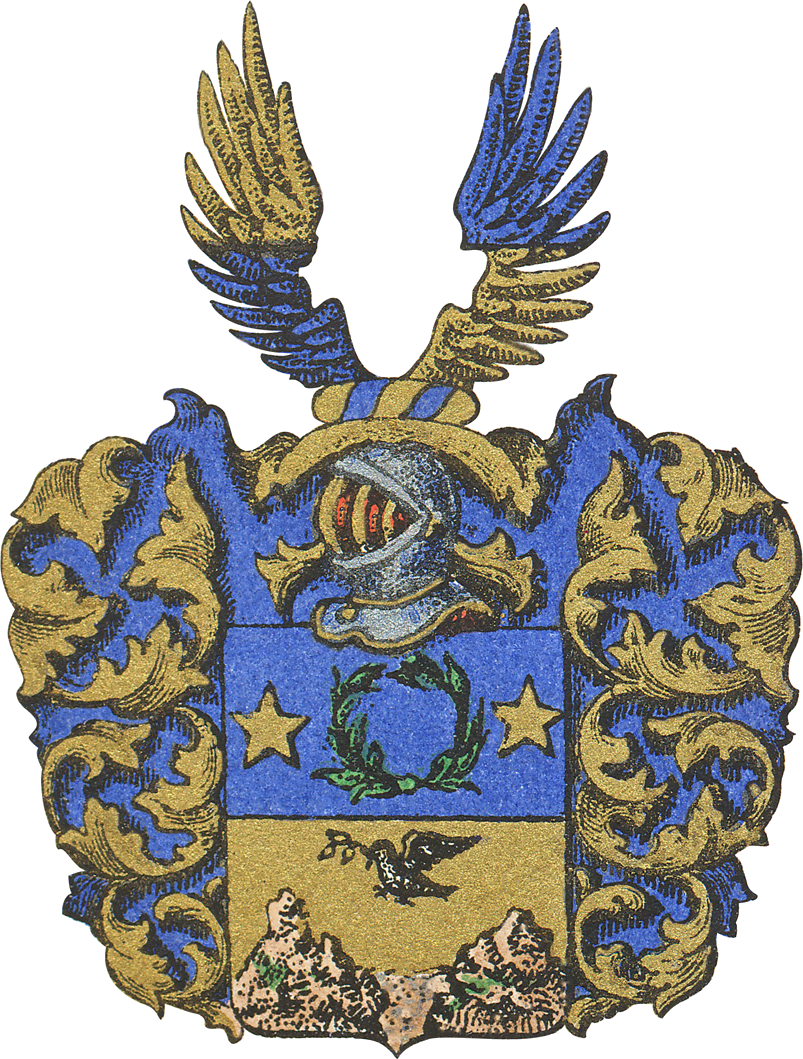
Adliga ätten Lagercrantz vapensköld.

David Lagercrantz föddes 1962 i Solna, där han växte upp som det yngsta av fem barn till Olof Lagercrantz, som var litteraturvetare och chefredaktör på Dagens Nyheter. Hans farfar var Carl Lagercrantz och farmodern var dotter till greve Hugo Hamilton och ättling till Erik Gustaf Geijer. Lagercrantz mor finlandssvenskan  Martina Ruin var dotter till Hans Ruin.  Vidare är han bror till Marika Lagercrantz och kusin till Hugo Lagercrantz. Han tillhör adliga ätten Lagercrantz. Lagercrantz har i intervjuer beskrivit sin rädsla för att misslyckas i en mycket framgångsrik familj. Som värd för radioprogrammet Sommar i P1 2016 talade han om tidiga depressioner och om när hans far föreföll ta avstånd från honom på dödsbädden..

### Studier och åren som journalist
Lagercrantz gick ut från Kungsholmens gymnasium. Efter studier i filosofi, religionshistoria och examen vid Journalisthögskolan i Göteborg började han sin karriär på Sundsvalls Tidning som kriminalreporter. Efter en tid på Kvällsposten blev han reporter på Expressen där han bevakade den tidens större kriminalfall, bland annat Åmselemorden 1988, som han senare skildrade i sin reportagebok Änglarna i Åmsele. År 1993 fick han nog av att skriva om brott och sade upp sig; han försörjde sig därefter som frilansjournalist.

## Författarskap
År 1996 gjorde Lagercrantz ett reportage om äventyraren Göran Kropp, som bestigit Mount Everest. Lagercrantz skrev kort därpå boken Göran Kropp 8000 plus, och debuterade därmed som författare. Han publicerade 2000 en biografi om uppfinnare Håkan Lans, Ett svenskt geni, vilken låg till grund för dokumentärfilmen Patent 986.
Lagercrantz fick sitt skönlitterära genombrott med Syndafall i Wilmslow, en roman om den engelske matematikern och kryptoanalytikern Alan Turing. Gemensamt för Lagercrantz första böcker var att han tog sig an udda briljanta personligheter som motarbetats av sin samtid.

### Jag är Zlatan Ibrahimović
Efter att ha tillbringat mer än 100 timmar i samtal med Zlatan Ibrahimović utkom i november 2011 boken Jag är Zlatan Ibrahimović som under den första månaden efter lansering sålde 500 000 inbundna exemplar och har översatts till mer än 30 språk. Jag är Zlatan Ibrahimović fick stor uppmärksamhet för att den bidrog till ökat läsande bland pojkar och unga män. Biografin nominerades 2012 till Augustpriset och The William Hill Sports Book of the Year år 2013. 2019 köptes filmrättigheterna av produktionsbolaget B-Reel. Lagercrantz skrev filmmanuset tillsammans med Jakob Beckman. Filmatiseringen påbörjades 2021. Filmen Jag är Zlatan premiärvisades på svenska biografer 18 mars 2022 och blev årets mesta sedda svenska film. Jag är Zlatan nominerades 2023 till Guldbaggens publikpris. Filmen nominerades även i kategorierna Bästa film, Bästa regi, Bästa manliga huvudroll, Bästa manliga biroll, Bästa ljuddesign och Bästa manus.

### Millennium-serien

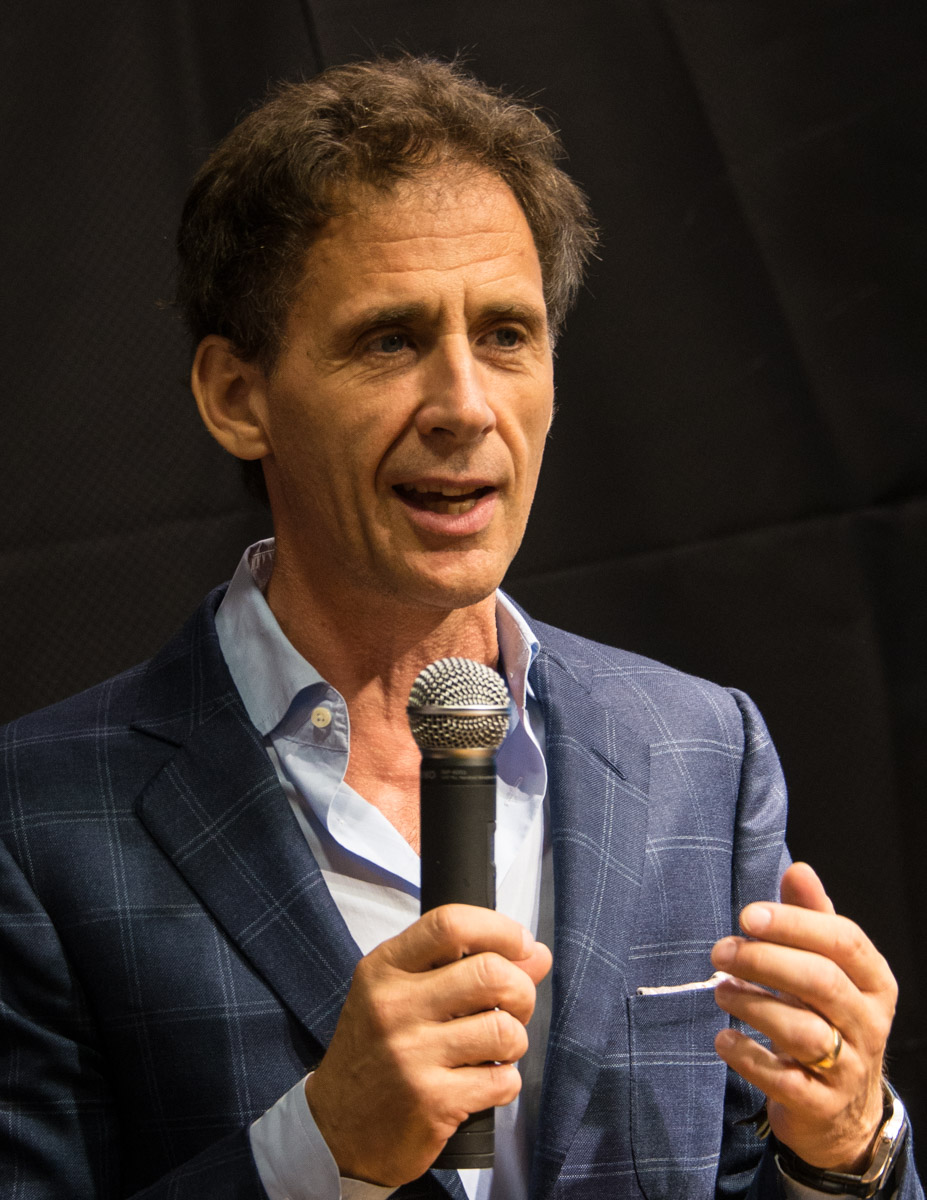
David Lagercrantz 27 augusti 2015 på Akademibokhandeln i Stockholm.

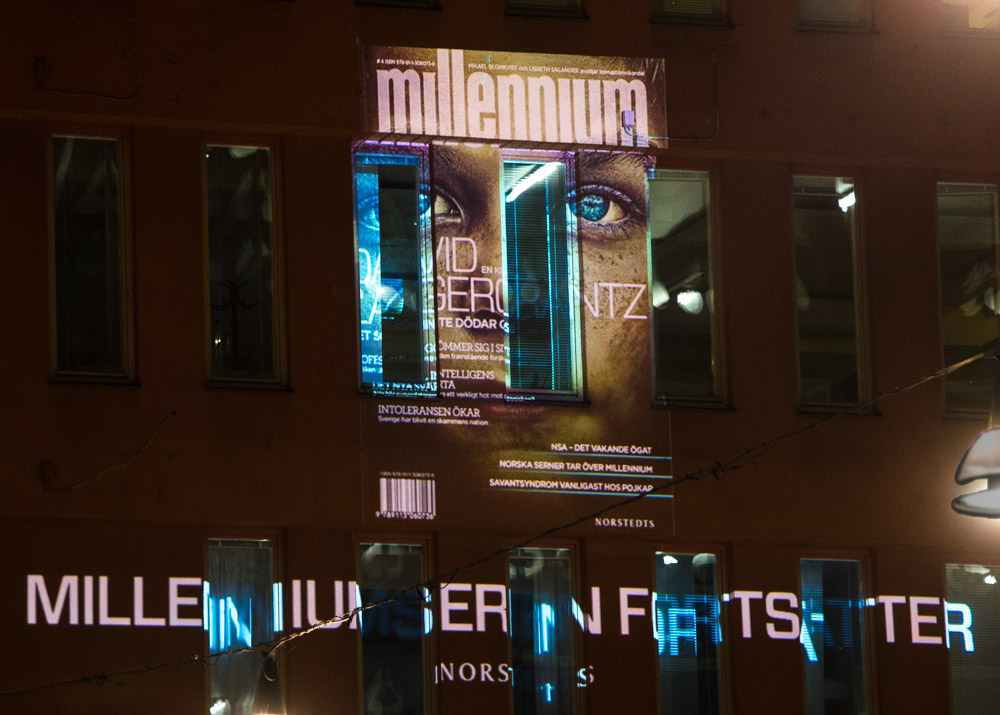
Reklam på husfasad 2015, inför världspremiären av boken Det som inte dödar oss.

I december 2013 meddelade Norstedts att Lagercrantz fått i uppdrag att skriva en fjärde bok i Stieg Larssons Millennium-serie, något som väckte stor uppmärksamhet men också kritiserades från många håll, bland annat av Larssons sambo Eva Gabrielsson. Boken Det som inte dödar oss utkom 27 augusti 2015 och lanserades samtidigt i 27 länder. Den slog internationella försäljningsrekord och klev upp överst på topplistorna världen över, bland annat som etta på New York Times Best Seller List den 20 september 2015. Boken blev internationellt omskriven och kritiken var genomgående positiv.
I september 2016 släppte SVT en dokumentär med titeln David Lagercrantz – året med Millennium 4 om arbetet och lanseringen av boken. I augusti 2015 publicerade Lagercrantz en dagbok över sitt arbete med Millennium-boken.
Det som inte dödar oss filmatiserades av Sony Pictures och är den första boken i Millennium-serien som producerades direkt på engelska under titeln The Girl in the Spider's Web. De tidigare filmerna skrevs och producerades initialt på svenska och regisserades av Niels Arden Oplev och Daniel Alfredson.
The Girl in the Spider's Web hade svensk premiär 26 oktober 2018 och premiärvisades i USA 9 november samma år. Filmen regisserades av den uruguayanske filmmakaren Fede Álvarez som också skrev filmmanuskriptet tillsammans med Steven Knight och Jay Basu. Claire Foy, känd från TV-serien The Crown. spelade rollen som Lisbeth Salander medan Mikael Blomkvist spelades av Sverrir Gudnason.
I september 2017 släpptes den femte boken i Millennium-serien, Mannen som sökte sin skugga, som har hyllats i recensioner världen över. Romanen hamnade den 25 september på New York Times Best Sellers List.
I augusti 2019 kom den sjätte och Lagercrantz sista bok i Millennium-serien, Hon som måste dö. Boken blev såväl årets mest lyssnade som årets mest sålda 2019 i Sverige. Tillsammans med Mannen som sökte sin skugga blev Hon som måste dö även decenniets mest lyssnade bok.

### Rekke/Vargas-serien
Rekke/Vargas-serien är en deckare om professor Hans Rekke, världsledande inom förhörsteknik, och Micaela Vargas, en ung närpolis från Husby. Första delen, Obscuritas, utkom i november 2021 och fick fina recensioner. Rekke/Vargas-serien är såld till ett trettiotal länder.
Memoria är andra delen i deckarserien om duon Rekke och Vargas; den utkom i juli 2023. 'Post Mortem är tredje delen och utgavs i januari 2025. 

## Familj och privatliv
Lagercrantz är sedan 2004 gift med SVT-chefen Anne Lagercrantz, född Bergman. Paret har två gemensamma barn och Lagercrantz har även en dotter i en tidigare relation.

## Engagemang
Lagercrantz är medlem i styrelsen för Svenska PEN, som kämpar för förföljda författare över hela världen. Han är även aktivt engagerad i barns och ungdomars läsande genom Läsrörelsen. Den 16 april 2018 blev han för sitt läsfrämjande arbete utsedd till hedersmedlem i Läsrörelsen, tillsammans med bland annat författarna Astrid Lindgren och Lennart Hellsing. Lagercrantz donerade omkring en miljon av sin intäkt från Det som inte dödar oss till Läsrörelsen, som arbetar med läsfrämjande för främst barn och ungdomar. Han har även donerat en halv miljon till Grävfonden, en stiftelse för journalisters fortbildning i undersökande journalistik.
Lagercrantz driver agenturen Brave New World Agency tillsammans med Jessica Bab. Agenturen representerar förutom Lagercrantz själv, bland andra författaren Lena Andersson.
Från 1 september 2023 är Lagercrantz kolumnist på Expressen. 

## Medieframträdanden
Sommaren 2016 var Lagercrantz sommarvärd i P1. 2022 deltog han i SVT-programmet Stjärnorna på slottet samt dokumentärserien Skrik från förr
Lagercrantz höll öppningstalet vid den sekulära högtidsstunden i samband med riksmötets öppnande 27 september 2022. Talet blev mycket uppmärksammat och publicerades bland annat i Dagens Nyheter samt finlandssvenska HBL.

## Utmärkelser

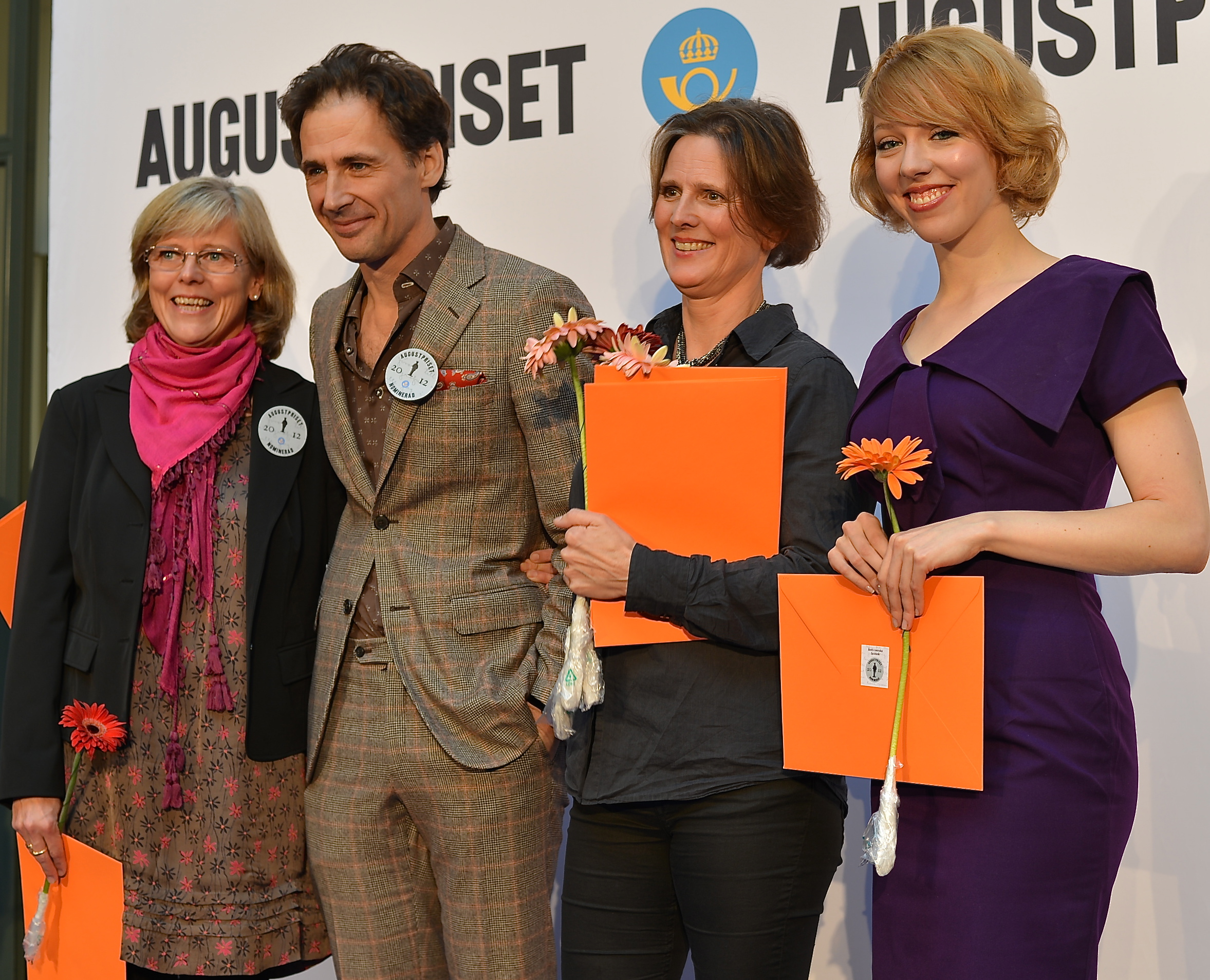
Augustprisnominerade i fackboksklassen 2012. Lagercrantz jämte Ingrid Carlberg, Helen Schmitz och Katrine Kielos.

Nominerad till Augustpriset 2012 för Jag är Zlatan Ibrahimović.
Kortlistad till The William Hill sport Book of the Year 2013 för Jag är Zlatan Ibrahimović.
Utsedd till en av årets tre bästa deckare 2015 av tidningen Esquire för Det som inte dödar oss.
Kortlistad till 2016 Pertrona Award - Best Scandinavian Crime Novel of the Year för Det som inte dödar oss.
Nominerad till Guldbagge för filmmanuset till Jag är Zlatan.